# Miroir d'eau (Évreux)
Vous pouvez aider à l'améliorer ou bien discuter des problèmes sur sa page de discussion.
- Son texte doit être wikifié : il ne correspond pas à la mise en forme Wikipédia (style, typographie, liens internes, liens entre les wikis, etc.). (Marqué depuis décembre 2024)
- Il n’est pas rédigé dans un style encyclopédique. (Marqué depuis décembre 2024)

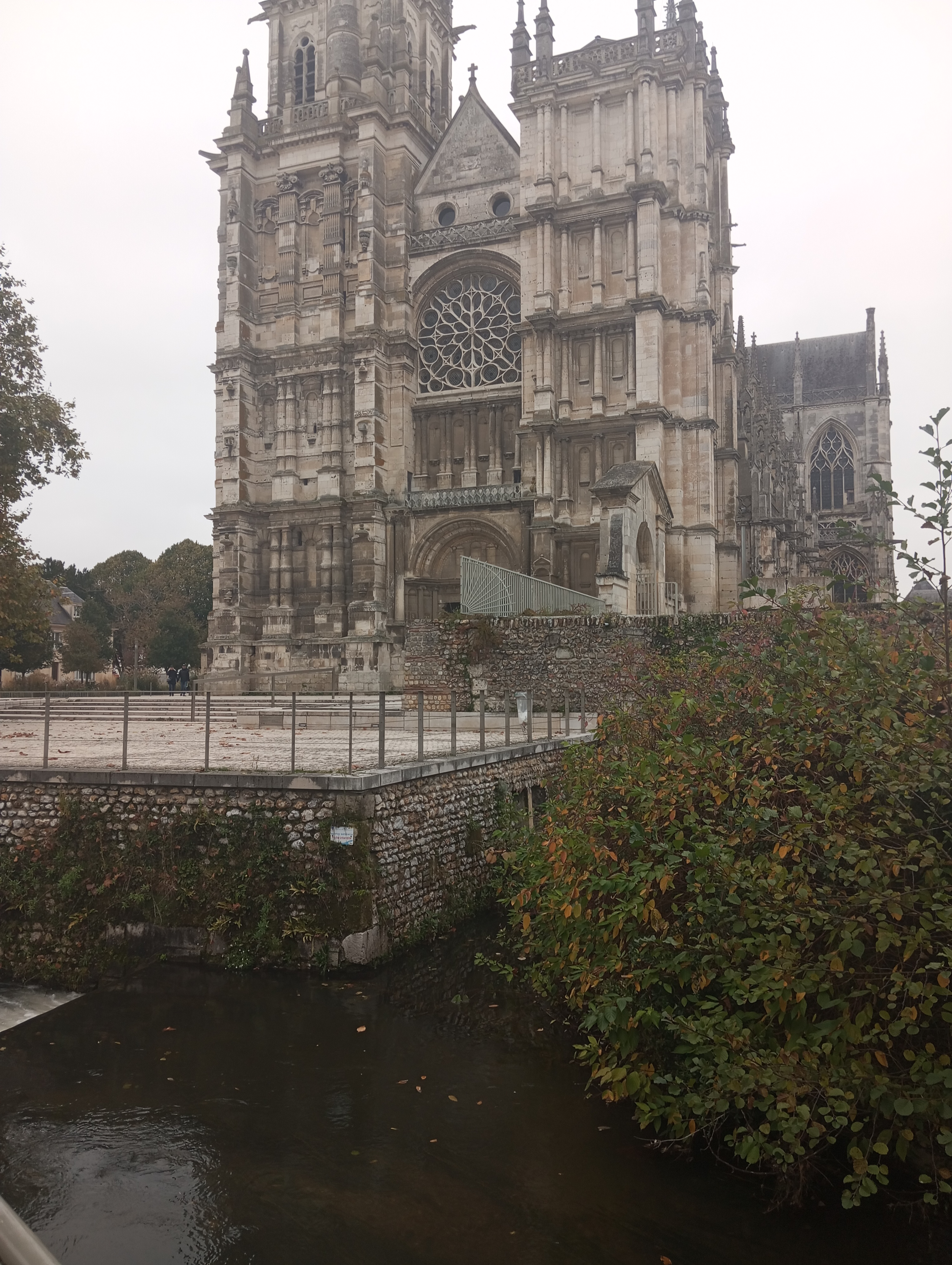
Miroir d'eau d’Évreux avec la cathédrale vu de l’hôtel du grand cerf.

Le Miroir d'eau est une étendue d'eau située en centre-ville d’Évreux dans l'Eure, en Normandie, en France. Il s'agit d'un bras de l'Iton, affluent de l’Eure et sous-affluent de la Seine. Il fut aménagé par l'architecte Paul Danger, l'un des urbanistes de la reconstruction d’Évreux,, désireux d’aérer la ville et de réduire la densité de l'habitat..

## Localisation
Le Miroir d'eau se trouve au centre d'un quadrilatère de rue entre la rue Charles Corbeau, la rue de la Harpe, la rue des soupirs et l'esplanade Anne Baudot. Il se caractérise par deux parties : d'une part, l’Iton et son bras et, d'autre part, une île artificielle sur l'Iton déclarée réserve naturelle de la biodiversité.

## Histoire
Paul Danger, architecte de la reconstruction d’Évreux de 1946 à 1954 , eut l'idée de mettre en valeur la cathédrale d’Évreux en créant une pièce d'eau auparavant occupée par un quartier d'habitation et des lavoirs. Cette mise en valeur de la cathédrale permet le reflet par temps clair de cette dernière dans l’Iton.

## Biodiversité
Le Miroir d'eau est aussi une réserve naturelle, où les canards colverts et les cygnes ont élu domicile en raison du caractère champêtre et de la grande étendue d'eau. La chasse au gibier d'eau est en théorie interdite en ce lieu. Cependant, un marché de produit du terroir se tient à proximité.

## Monuments remarquables

### Monuments anciens
- Cathédrale d’Évreux
- Musée d’Évreux
- Rempart Gallo-Roman

### Labellisé monument duXXesiècle
- L’hôtel du grand cerf, abritant actuellement l'office du tourisme d’Évreux
- Immeubles de la reconstruction